# Peter Rohn
Peter Rohn (* 4. Januar 1934 in Dresden) ist ein deutscher Maler und Grafiker.

## Leben und Werk
Rohn stammt aus einer Dresdener bürgerlichen Familie, die während des Krieges in die Sächsische Schweiz zog. Nach dem Abitur begann er ein Studium an der Technischen Hochschule Dresden, das er abbrach. Ab 1953 studierte er an der Hochschule für Grafik und Buchkunst in Leipzig. Er gehörte zur ersten Klasse, die von Bernhard Heisig unterrichtet wurde. 1956 wechselt er an die Hochschule für Bildende Künste Dresden, wo er 1958 mit dem Tafelbild „Autoreparatur“ sein Diplom bei Rudolf Bergander erwarb. Ein Angebot Otto Nagels, als Meisterschüler zu ihm an die Akademie der Künste zu kommen, schlug er aus. Anschließend war er auf eigenen Entschluss vier Monate Hilfsarbeiter im Walzwerk Kirchmöser. Danach arbeitete er freischaffend in Brandenburg/Havel, wobei er bis 1960 entsprechend der Konzeption des „Bitterfelder Wegs“ auch mit Studienaufträgen künstlerisch im Walzwerk Kirchmöser tätig war. „Die Sinneseindrücke – der höllische Krach, der Dreck, das Farbspektrum beim Hochofen-Abstich – ließen ihn nicht los. Seine Skizzen verarbeitete er noch Mitte der 70er Jahre zu Produktionsbildern – aber ohne propagandistischen Mehrwert. „Ein Künstler ist dazu da, den Fakt vorzulegen. Das sind Zeitauskünfte“, meint er.“
Seit 1961 lebt und arbeitet Rohn als freischaffender Maler und Grafiker in Potsdam. Er gilt als einer der prägenden Potsdamer Maler. Sein Werkverzeichnis umfasst über 300 Tafelbilder.
Eines der Vorbilder Rohns ist Edvard Munch. Wie dieser sei er „auch er einer, der nirgendwo dazugehörte… In der DDR sei er immer weder-noch gewesen: kein Dissident, und beileibe auch kein Staatsmaler. … Auch wenn er den Begriff heute mit spitzen Fingern anfasst, bezeichnet er sich nach wie vor als „realistischer Künstler“.“
Ab 1983 unterrichtete Rohn neben seiner künstlerischen Tätigkeit an der Fachschule für Baugestaltung Potsdam „Künstlerische Grundlagen für Baurestauratoren und Baufarbgestalter“. Von 1989 bis 1992 war er Kunsterzieher an einem Potsdamer Gymnasium. „Ich habe nie von meinen Bildern leben können, ich musste als Lehrer unterrichten oder als Wandgestalter Aufträge annehmen.“
1989 dokumentierte Rohn mit dem Fotoapparat lückenlos den Verlauf der Mauer zwischen Babelsberg und Sacrow. Die Stiftung Preußische Schlösser und Gärten kaufte das Konvolut an und erwarb sämtliche Fotorechte.
Um 2014 entschloss sich Rohn, aufzuhören mit der Ölmalerei, und er begann auf Küchenpapier zu malen. „In geradezu meditativer Arbeit war er den Mustern auf den Küchentüchern gefolgt, immer neue Variationen der immergleichen Struktur.“

## Mitgliedschaften
- bis 1990 Verband Bildender Künstler der DDR
- bis 1990 Kulturbund der DDR, in den 1980er Jahren Vorsitzender dessen Grafikkreises
- ab 1990 Brandenburgischer Verband Bildender Künstlerinnen & Künstler e. V.

## Ehrungen
- 1973 Theodor Fontane-Preis des Bezirks Potsdam

## Darstellung Rohns in der bildenden Kunst
- Karl Raetsch: Potsdamer Maler (Tafelbild, Öl; 1980; darauf links Rohn mit Weinglas)[4]

## Werke (Auswahl)

### Tafelbilder (Auswahl)
- Kiosk morgens am Trauerberg (1959, Öl auf Leinwand, 60,0 × 75 cm; Stadtmuseum Brandenburg)[5]
- Frühlingslandschaft (1960, Öl, 68 × 85 cm)[6]
- Junge Mutter (1963, Öl; Alte Nationalgalerie Berlin)[7]
- Musikalisches Interieur (1966, Öl auf Leinwand, 90,5 × 50,5 cm; Stadtmuseum Brandenburg)[8]
- Hallenhandball / Potsdamer Sporthalle (1972, Öl; auf der VII. Kunstausstellung der DDR)[9]
- Rauchender Müllcontainer in der Nebelnacht (1975, Öl)[10]
- Vorwärmöfen im Walzwerk (1976, Öl)[11]
- Straßenecke in Bernburg (1976, Öl, 1976; auf der VIII. Kunstausstellung der DDR)[12]
- Konzertprobe/Im Smetana-Saal (1982, Öl; auf der IX. Kunstausstellung der DDR)[13]

### Baugebundene Kunst (Auswahl)
- Flugschiff (1974, Entwurf für die Giebelgestaltung des Metallgestalters Christian Roehl am Potsdamer „Haus des Reisens“; 2009 abgerissen, seit 2015 am Parkhaus Schiffbauergasse)[14]
- Adam und Eva (1981; Entwurf der Giebelgestaltung aus Industriemosaik am Wohnhochhaus Potsdam, Zeppelinstraße 164)[15]

## Ausstellungen (unvollständig)

### Einzelausstellungen
- 1964 Berlin, Kunstkabinett des Instituts für Lehrerweiterbildung
- 1974 Berlin, Galerie Pankow
- 1976: Potsdam, Galerie des VEB Umweltgestaltung und Bildende Kunst („Peter Rohn – Malerei, Grafik, Zeichnungen“)
- 1978 Leipzig, Klub der Intelligenz Gottfried Wilhelm Leibniz
- 1999 Wiepersdorf, Künstlerhaus Schloss Wiepersdorf
- 2020 Potsdam, Galerie Gute Stube
- 2020/2021, Potsdam, AE-Galerie (Küchenrollenbilder; Malerei)

### Teilnahme an zentralen oder regional wichtigen Ausstellungen in der DDR
- 1955 und 1956: Leipzig, Bezirkskunstausstellungen
- 1961: Berlin, Deutsche Akademie der Künste („Junge Künstler. Malerei“)
- 1969, 1974 und 1979: Potsdam, Bezirkskunstausstellungen
- 1972 bis 1988: Dresden, VII. bis X. Kunstausstellung der DDR
- 1977 und 1983: Leipzig, Messehaus am Markt („Kunst und Sport“)
- 1978: Leipzig, Galerie am Sachsenplatz („Collagen, Montagen, Frottagen von Künstlern der DDR“)
- 1979: Berlin, Altes Museum („Jugend in der Kunst“)
- 1981: Potsdam (Kunstausstellung zum X. Parteitag der SED)
- 1987: Potsdam („Impressionen aus der Sowjetunion“)